# 3xFTM
《3xFTM》는 한국에서 제작된 김일란 감독의 2008년 다큐멘터리 영화이다. 고종우 등이 주연으로 출연하였고 연분홍치마 등이 제작에 참여하였다. 트랜스남성 3명 고종우, 한무지, 김명진이 자신들의 삶과 차별에 대해 털어놓았다. 연분홍치마에서 제작했다.

## 출연

### 주연
- 고종우
- 김명진
- 한무지

## 기타
- 프로듀서: 조혜영
- 조연출: 김성희
- 음향: 이주석
- 광고디자인: 최지웅
- 광고디자인: 박동우
- 일러스트: 조혜원
- 비주얼디자인: 이혁상
- 인터뷰: 한영희
- 예고편: 이혁상
- 포스터사진: 안보영
- 전시회큐레이터: 수수 세이렌
- 인터뷰: 홍지유
- 포스터사진: 이준호
- 마케팅부문: 연분홍치마
- 마케팅부문: 트랜스젠더인권활동단체 지렁이
- 번역: 김유석